# Club Deportivo Atlético Baleares
O Club Deportivo Atlético Baleares é um clube espanhol com sede na cidade de Palma de Maiorca (Ilhas Baleares, Espanha).

## História
Os antecedentes do clube remontam à criação do Mècanic Futbol Club (1920), equipe formada pelos trabalhadores da companhia Isleña Marítima (atualmente  Trasmediterránea), cujas cores eram branco e azul. Em 14 de novembro de 1920 o Mècanic fundiu-se com o Mallorca Futbol Club para formar o Baleares Futbol Club. Em 27 de maio de 1942 nasce o atual Atlético Baleares a partir da absorção do Atlético Futbol Club, criado em 1922, por ele Baleares FC con Pedro Serra como presidente. A equipe logrou os seus maiores êxitos nos anos 1950. Em 1951 ascendeu à segunda divisão. Nessa categoria permaneceu até 1953, e depois de cair, voltou a  participar dela, entre 1961 e 1963. 
A equipe desceu para a terceira divisão nos anos 1990 e passou o seu pior momento no ano de 2005, quando baixou à Regional Preferente. Contudo, o clube conseguiu ascender à terceira. Na temporada 2007-2008, o Atlético Baleares regressou à Segunda Divisão B depois de ficar em primeiro lugar na fase regular e vencer o SD Gernika Club por 2 a 0. Depois de  descer para a terceira na temporada 2008-09, o clube conseguiu o campeonato da liga 2009-2010 e jogou na segunda divisão B na temporada 2010-2011, após ganhar o CD Tudelano no playoff de ascenso.

## Estádio
O Estádio Balear, inaugurado em 8 de maio de 1960, fica em Palma de Mallorca, próximo à rodovia conhecida como Vía de cintura. Por isso é conhecido como o Estadio de la Vía de Cintura. 
Tem capacidade para 18.000 espectadores (3.000 deles com assentos). Mede 102 metros de comprimento por 67 metros de largura. O campo tem grama artificial.

## Títulos

### Temporadas
- Temporadas na Segunda Divisão (4): 1951-52, 1952-53, 1961-62 e 1962-63
- Temporadas na Segunda Divisão B (11): 1977-78, 1987-88, 1988-89, 1989-90, 2008-09, 2010-11, 2011-12, 2012-13, 2013-14, 2014-15 e 2015-16
- Temporadas na Terceira Divisão (53): 1943 a 1951, 1953 a 1961, 1963 a 1973, 1975 a 1977, 1978 a 1981, 1984 a 1987, 1990 a 2005, 2006 a 2008 e 2009-10
- Temporadas na Regional Preferente (8): 1940 a 1943, 1973-74, 1974-75, 1981-82, 1982-83 e 2005-06

### Troféus
- Campeonatos da Segunda Divisão B (1): 2012
- Campeonatos da Terceira Divisão (11): 1951, 1956, 1961, 1965, 1968, 1998, 2000, 2001, 2002, 2008 e 2010
- Subcampeonatos da Terceira Divisão (10): 1957, 1958, 1960, 1964, 1966, 1986, 1987, 1994, 1995 e 1997
- Campeonatos da Regional Preferente (3): 1975, 1983 e 2006
- Copa RFEF (1): 2016
- Troféus Nicolás Brondo (25): 1966, 1967, 1970, 1974, 1975, 1977, 1979, 1980, 1987, 1989, 1991, 1996 a 1999, 2001, 2004, 2007 e 2010 a 2016

### Histórico na Liga
| - 1940-41: 1ª Regional (6º) - 1941-42: 1ª Regional (3º) - 1942-43: 1ª Regional (2º) - 1943-44: 3ª Divisão (8º) - 1944-45: 3ª Divisão (7º) - 1945-46: 3ª Divisão (3º) - 1946-47: 3ª Divisão (3º) - 1947-48: 3ª Divisão (7º) - 1948-49: 3ª Divisão (9º) - 1949-50: 3ª Divisão (7º) - 1950-51: 3ª Divisão (1º) - 1951-52: 2ª Divisão (10º) - 1952-53: 2ª Divisão (14º) - 1953-54: 3ª Divisão (7º) - 1954-55: 3ª Divisão (5º) - 1955-56: 3ª Divisão (1º) - 1956-57: 3ª Divisão (2º) - 1957-58: 3ª Divisão (2º) - 1958-59: 3ª Divisão (3º) - 1959-60: 3ª Divisão (2º) | - 1960-61: 3ª Divisão (1º) - 1961-62: 2ª Divisão (10º) - 1962-63: 2ª Divisão (14º) - 1963-64: 3ª Divisão (2º) - 1964-65: 3ª Divisão (1º) - 1965-66: 3ª Divisão (2º) - 1966-67: 3ª Divisão (3º) - 1967-68: 3ª Divisão (1º) - 1968-69: 3ª Divisão (5º) - 1969-70: 3ª Divisão (8º) - 1970-71: 3ª Divisão (17º) - 1971-72: 3ª Divisão (10º) - 1972-73: 3ª Divisão (19º) - 1973-74: Regional Preferente (3º) - 1974-75: Regional Preferente (1º) - 1975-76: 3ª Divisão (15º) - 1976-77: 3ª Divisão (6º) - 1977-78: 2ª Divisão B (20º) - 1978-79: 3ª Divisão (17º) - 1979-80: 3ª Divisão (13º) | - 1980-81: 3ª Divisão (19º) - 1981-82: Regional Preferente (3º) - 1982-83: Regional Preferente (1º) - 1983-84: 3ª Divisão (4º) - 1984-85: 3ª Divisão (3º) - 1985-86: 3ª Divisão (2º) - 1986-87: 3ª Divisão (2º) - 1987-88: 2ª Divisão B (12º) - 1988-89: 2ª Divisão B (6º) - 1989-90: 2ª Divisão B (20º) - 1990-91: 3ª Divisão (3º) - 1991-92: 3ª Divisão (3º) - 1992-93: 3ª Divisão (8º) - 1993-94: 3ª Divisão (2º) - 1994-95: 3ª Divisão (2º) - 1995-96: 3ª Divisão (3º) - 1996-97: 3ª Divisão (2º) - 1997-98: 3ª Divisão (1º) - 1998-99: 3ª Divisão (4º) - 1999-00: 3ª Divisão (1º) | - 2000-01: 3ª Divisão (1º) - 2001-02: 3ª Divisão (1º) - 2002-03: 3ª Divisão (8º) - 2003-04: 3ª Divisão (9º) - 2004-05: 3ª Divisão (19º) - 2005-06: Regional Preferente (1º) - 2006-07: 3ª Divisão (6º) - 2007-08: 3ª Divisão (1º) - 2008-09: 2ª Divisão B (20º) - 2009-10: 3ª Divisão (1º) - 2010-11: 2ª Divisão B (13º) - 2011-12: 2ª Divisão B (1º) - 2012-13: 2ª Divisão B (11º) - 2013-14: 2ª Divisão B (5º) - 2014-15: 2ª Divisão B (12º) - 2015-16: 2ª Divisão B (9º) - 2016-17: 2ª Divisão B |